# Albert von Pappenheim
Friedrich Albert Graf zu Pappenheim (* 18. Juli 1777 in Pappenheim; † 1. Juli 1860 ebenda) war ein bayerischer General der Kavallerie, Schriftsteller und Abgeordneter.

## Leben

### Familie
Albert von Pappenheim entstammte dem Adelsgeschlecht zu Pappenheim und war der Sohn des Reichserbmarschalls Friedrich Wilhelm Graf zu Pappenheim und dessen Ehefrau Friedericke, geborene Freiin von Seckendorff. Sein älterer Bruder Karl Theodor war der letzte regierende Reichsgraf der Grafschaft Pappenheim. Albert verheiratete sich am 6. Dezember 1814 mit Maria Antoinetta Freiin Taenzl von Tratzberg (1793–1861). Aus der Ehe gingen neun Kinder hervor, darunter Clemens zu Pappenheim. Dessen nächstälterer Bruder Graf Maximillian Joseph Karl Friedrich von Pappenheim (1824–1906), königlich bayrischer Obersthofmeister und damit mit besten Kontakten zum Königshaus ausgestattet, war ab 1892 Kommendator der erst 1888 gegründeten Bayerischen Genossenschaft des Johanniterordens, nach Wiederherstellung der Kongregation durch den preußischen König Friedrich Wilhelm IV. Auch dessen ältester Sohn wiederum Graf Albrecht Karl Ludwig Georg Erkinger von Pappenheim (1861–1936), Herr der Herrschaft Möhren-Gundelsheim mit Schloss Möhren, übte die Komturfunktion bei den bayrischen Johannitern aus.

### Karriere
Pappenheim war Gutsbesitzer in Mittelfranken und Schwaben. 1792 trat er als Fähnrich der Kavallerie in österreichische Dienste und nahm an den Kriegen gegen Frankreich teil. 1805 nahm er seinen Abschied und trat 1809 als Rittmeister in die Bayerische Armee ein. Hier diente er zunächst als Ordonnanzoffizier des Kronprinzen Ludwig. In dieser Stellung nahm Pappenheim 1809 am Krieg gegen Österreich teil und stieg im folgenden Jahr zum Flügeladjutanten von König Max I. Joseph auf. Gleichzeitig fungierte er als Adjutant von Kronprinz Ludwig. 1811 wurde er zum Major, 1813 zum Oberstleutnant ernannt. 1814/15 nahm er an den Befreiungskriegen teil. 1825 wurde Pappenheim Regimentskommandant bei der Kavallerie, 1827 Generalmajor und Brigadier. Mit der Beförderung zum Generalleutnant am 30. Dezember 1836 wurde Pappenheim zum Kommandeur der 2. Armeedivision ernannt. 1848 wurde er unter Verleihung des Charakters als General der Kavallerie pensioniert.
Pappenheim war vom 22. November 1853 bis zu seinem Tode am 1. Juli 1860 fünf Perioden lang Mitglied der Kammer der Reichsräte und gehörte dort der Gruppe der erblichen Reichsräte an. Pappenheim verstarb 82-jährig kurz vor seinem 83. Geburtstag in seinem Heimatort Pappenheim.

## Werk
- Blätter aus Frankenfels Tagebuch. Würzburg 1826. Titel Band 1,  Digitalisat Band 2